# Loboscelis pilipes
Loboscelis pilipes är en insektsart som beskrevs av Ludwig Redtenbacher 1891. Loboscelis pilipes ingår i släktet Loboscelis och familjen vårtbitare. Inga underarter finns listade i Catalogue of Life.